# Ütős csapat
Az Ütős csapat (eredeti cím: Balls Out: Gary a Tennis Coach) 2009-es amerikai filmvígjáték, melyet Danny Leiner rendezett. A főszerepben Seann William Scott, Randy Quaid és Leonor Varela látható. A filmet főként a texasi Austinban és Taylorban forgatták
2009. január 13-án jelent meg, kizárólag DVD-n.

## Cselekmény
Egy túlbuzgó gimnazista karbantartó megpróbál egy valószínűtlen csapatot a nebraskai állami teniszbajnokságra juttatni.

## Szereplők
- Seann William Scott – Gary "A fenevad" Housman
- Randy Quaid – Lew Tuttle edző
- Brando Eaton – Mike Jensen
- Emilee Wallace – Jenny Tuttle
- A.D. Miles – Steve Pimble
- Leonor Varela – Norma Sanchez
- Daniel Ross – Jeffery Vanier
- Tim Williams – Dick Daubert
- Ryan Simpkins – Amy Daubert
- Conor Donovan – Burke Nibbons
- Allen Evangelista – Maricar Magwill
- Justin Chon – Joe Chang
- Vincent Coleman Taylor – Kevin Jones (mint Vincent Taylor)
- Bryan Mitchell – Randy King
- Remington Dewan – Paul a videós
- Meredith Eaton – Mrs. Tuttle
- Sterling Knight – Ellenfél csapatának teniszjátékosa (cameoszerep)

## Produkció
A forgatókönyvet Andy Stock és Rick Stempson írta, akik megnyerték a 2005-ös BlueCat forgatókönyvíró versenyt. A filmet Lincoln (Nebraska) városában készítették, mely az írók iskolájának, a Lincoln East High-nak is otthont adott.

## Fordítás
Ez a szócikk részben vagy egészben  a   Balls Out: Gary the Tennis Coach című angol Wikipédia-szócikk ezen változatának fordításán alapul.  Az eredeti cikk szerkesztőit annak laptörténete sorolja fel. Ez a jelzés csupán a megfogalmazás eredetét és a szerzői jogokat jelzi, nem szolgál a cikkben szereplő információk forrásmegjelöléseként.